# فيكي هاميلتون
فيكي هاميلتون (بالإنجليزية: Vicky Hamilton)‏ هي وكيلة مواهب أمريكية، ولدت في 1 أبريل 1958 في تشارلستون في الولايات المتحدة.